# Husky Energy

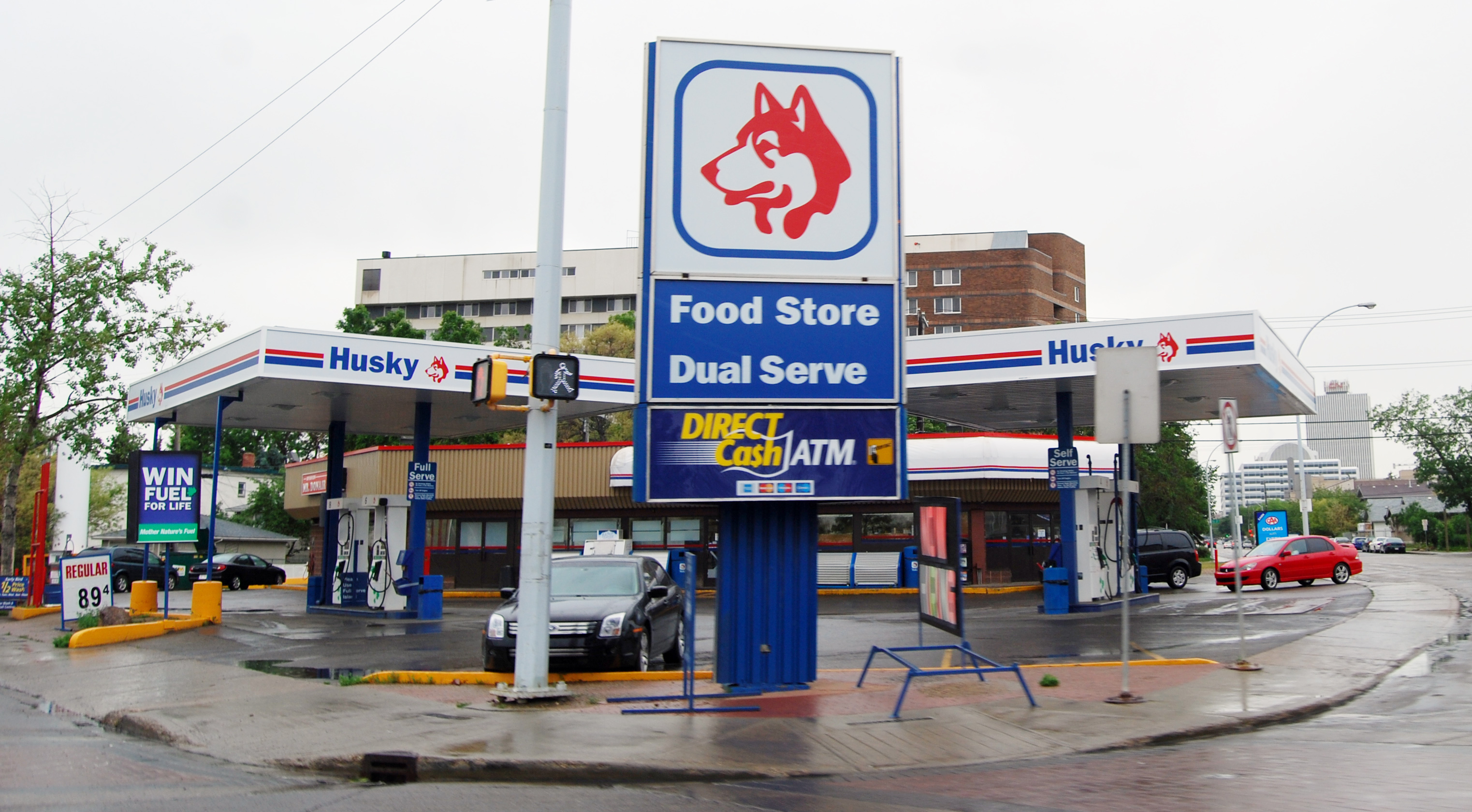
Автозаправочная станция Husky Energy в канадской Альберте

Husky Energy Inc. (рус. Ха́ски Э́нерджи) — одна из крупнейших канадских нефтегазовых компаний. Её разведанные запасы составляют 430 миллионов баррелей нефти. Оно владеет более чем 500 заправочными станциями в Канаде и насчитывает примерно 3000 служащих. Штаб-квартира компании расположена в Калгари. В списке крупнейших компаний мира Forbes Global 2000 за 2020 год заняла 1443-е место (722-е по размеру выручки и 1275-е по активам).
В 2021 году была куплена компанией Cenovus Energy.

## История
Компания была основана в 1938 году Гленом Нильсоном (Glenn Nielson) в Вайоминге (США) как нефтеперерабатывающее предприятие Husky Refining Co. В 1946 году компания начала деятельность в канадской провинции Альберта. В 1953 году канадские активы были объединены в компанию Husky Oil, в 1960 году поглотившую свою бывшую материнскую компанию из Вайоминга. Центром операций стал крупный НПЗ в Ллойдминстере (Альберта) и местные запасы тяжёлой нефти.
В 1978 году Husky Oil была куплена газовой компанией Alberta Gas Trunk Line (с 1980 года — NOVA Corporation). Благодаря инвестициям новых владельцев компания начала быстро расти, был построен новый НПЗ, начата нефтедобыча на севере Африки, в Индонезии, Австралии и у берегов острова Ньюфаундленд. Падение цены на нефти в 1986 году подорвало финансовое положение компании, и контрольный пакет акций был продан гонконгскому миллиардеру Ли Кашину. Слияние в 1988 году с Canterra Energy вывело Husky Oil в десятку крупнейших нефтяных компаний Канады. Но финансовые проблемы продолжались, в 1992 году Ли Кашин приобрёл у NOVA оставшиеся 43 % акций и назначил своего управляющего; были проданы убыточные активы и сокращены сотни сотрудников, к 1996 году компания начала приносить прибыль. В 2000 году произошло слияние с Renaissance Energy, после чего Husky Oil сменила название на Husky Energy; в этом же году началась добыча нефти в Китае совместно с местными компаниями. В 2003 году были куплены канадские активы Marathon Oil Corporation.
В январе 2021 года компания была куплена Cenovus Energy за 3,8 млрд долларов; у Ли Кашина осталось 27,2 % акций.

## Нефтеперерабатывающие заводы
- Ллойдминстерский нефтеперерабатывающий завод (Саскачеван): 25 000 баррелей в день
- Принс-Джорджский нефтеперерабатывающий завод (Британская Колумбия): 10 000 баррелей в день

Всего очищается: 35 000 баррелей нефти в день